# Perspectief (meetkunde)

Twee driehoeken in perspectief

Twee driehoeken {\displaystyle A_{1}B_{1}C_{1}} en {\displaystyle A_{2}B_{2}C_{2}} heten (in) perspectief als de lijnen {\displaystyle A_{1}A_{2}}, {\displaystyle B_{1}B_{2}} en {\displaystyle C_{1}C_{2}} door één punt gaan. Dit punt heet het perspectiviteitscentrum van de twee driehoeken.
Volgens de stelling van Desargues is deze definitie voor driehoeken equivalent met de volgende:
Laat {\displaystyle A_{3}} het snijpunt zijn van {\displaystyle B_{1}C_{1}} en {\displaystyle B_{2}C_{2}}, {\displaystyle B_{3}} het snijpunt van {\displaystyle A_{1}C_{1}} en {\displaystyle A_{2}C_{2}} en {\displaystyle C_{3}} het snijpunt van {\displaystyle A_{1}B_{1}} en {\displaystyle A_{2}B_{2}}. {\displaystyle A_{1}B_{1}C_{1}} en {\displaystyle A_{2}B_{2}C_{2}} zijn (in) perspectief dan en slechts dan als {\displaystyle A_{3}}, {\displaystyle B_{3}} en {\displaystyle C_{3}} op één lijn liggen.
Van de driehoeken {\displaystyle D1}, {\displaystyle D2} en {\displaystyle D3} is {\displaystyle D1} ingeschreven in {\displaystyle D2} en {\displaystyle D2} ingeschreven in {\displaystyle D3}. Als twee paar van deze driehoeken perspectief zijn, dan is het derde paar dat ook.
Andere veelhoeken, met meer hoekpunten, kunnen ook met elkaar perspectief zijn. Twee veelhoeken, die niet allebei in hetzelfde vlak liggen, kunnen alleen met elkaar perspectief zijn, wanneer zij hetzelfde aantal hoekpunten hebben.